# Haliplectus wheeleri
Haliplectus wheeleri is een rondwormensoort uit de familie van de Haliplectidae. De wetenschappelijke naam van de soort is voor het eerst geldig gepubliceerd in 1965 door Coles.